# Rose Conway-Walsh
Rose Conway-Walsh (née Conway; 12 octobre 1969) est une personnalité politique irlandaise, membre du Sinn Féin, elle est Teachta Dála (députée) pour la circonscription de Mayo depuis les élections générales de 2020.

## Biographie
Rose Conway-Walsh a grandi à Ballycroy, dans le comté de Mayo, dans une famille de neuf enfants. Elle fréquente l'école primaire de Ballycroy avant d'être scolarisée au couvent de Belmullet. Elle déménage à Londres à l'âge de 19 ans. De retour en Irlande, elle obtient un baccalauréat universitaire ès lettres en gestion publique et une maîtrise en administration locale à l'Université nationale d'Irlande à Galway.
Elle est membre du Conseil du comté de Mayo de 2009 à 2016. Elle est candidate, dans la circonscription de Mayo, aux élections générales de 2011 et 2016, sans être élue. Elle est membre fondatrice du Sinn Féin Women's Movement (Mouvement des femmes au Sinn Féin), en réponse au manque de femmes en politique. Elle est élue au Seanad Éireann (chambre haute du parlement irlandais) pour le panel de l'agriculture de 2016 à 2020,.
Lors des élections générales de 2020, elle est élue au Dáil Éireann (la chambre basse du parlement) pour la circonscription de Mayo et devient la première personnalité politique du Sinn Féin élue députée dans le comté de Mayo depuis John Madden en juin 1927.

## Vie privée
Elle est mariée depuis 2000 avec Noel Walsh. Ils vivent à Belmullet avec leurs deux fils.